# Kanton Bellac
Kanton Bellac is een kanton van het Franse departement Haute-Vienne. Kanton Bellac maakt deel uit van het arrondissement Bellac en telt 17.500 inwoners in 2018.

## Gemeenten
Het kanton Bellac omvatte tot 2014 de volgende 6 gemeenten:
- Bellac (hoofdplaats)
- Blanzac
- Blond
- Peyrat-de-Bellac
- Saint-Bonnet-de-Bellac
- Saint-Junien-les-Combes

Bij de herindeling van de kantons door het decreet van 20 februari 2014, met uitwerking op 22 maart 2015, werden daar 20 gemeenten aan toegevoegd.

Op 1 januari 2016 werden de gemeenten Bussière-Boffy en Mézières-sur-Issoire samengevoegd tot de fusiegemeente (commune nouvelle) Val d'Issoire.

Op 1 januari 2019 werden de gemeenten Bussière-Poitevine, Darnac, Saint-Barbant en Thiat samengevoegd tot de fusiegemeente (commune nouvelle) Val-d'Oire-et-Gartempe.

Op 1 januari 2019 werden de gemeenten Roussac, Saint-Symphorien-sur-Couze en Saint-Pardoux samengevoegd tot de fusiegemeente (commune nouvelle) Saint-Pardoux-le-Lac.

Bij decreet van 5 maart 2020 werd Saint-Pardoux overgeheveld van kanton Ambazac naar kanton Bellac en Bussière-Poitevine van kanton Bellac naar het kanton Châteauponsac.
Sindsdien omvat het kanton volgende gemeenten:
- Bellac
- Berneuil
- Blanzac
- Blond
- Breuilaufa
- Le Buis
- Chamboret
- Cieux
- Compreignac
- Gajoubert
- Montrol-Sénard
- Mortemart
- Nantiat
- Nouic
- Peyrat-de-Bellac
- Roussac
- Saint-Bonnet-de-Bellac
- Saint-Junien-les-Combes
- Saint-Martial-sur-Isop
- Thouron
- Val-d'Issoire
- Vaulry